# Grzegorz Walkiewicz
Grzegorz Walkiewicz – polski prezbiter rzymskokatolicki. Były dyrektor Radia Warszawa. 

## Życiorys
Przyjął święcenia kapłańskie z rąk biskupa Kazimierza Romaniuka 14 czerwca 2003 roku. Od lutego 2007 do czerwca 2009 był dyrektorem administracyjnym Wyższego Seminarium Duchownego Diecezji Warszawsko-Praskiej. 
Od września 2013 roku jest zastępcą przewodniczącego Forum Niezależnych Rozgłośni Katolickich w Polsce. Ponadto od 2014 jest rezydentem w Parafii Matki Boskiej Nieustającej Pomocy w Warszawie.
W 2018 został wyróżniony Nagrodą Miasta Stołecznego Warszawy.